# Gustav Adolfs
Gustav Adolfs (finska: Hartola) är en kommun i landskapet Päijänne-Tavastland i Finland. Gustav Adolfs har 2 621 invånare och har en yta på 675,38 km². Grannkommuner är Heinola, Joutsa, Luhanka och Sysmä.
Gustav Adolfs är enspråkigt finskt.

## Historia
I början av 1500-talet avskildes Koskipää kapell från Sysmä kyrksocken. Kapellet kallades så till år 1739 då dess namn ändrades till Hartola. Genom kungligt beslut blev Hartola år 1784 en självständig församling uppkallad efter kronprins Gustav Adolf. Från år 2019 ingår församlingen i Tainionvirta församling.

## Tätorter
Vid tätortsavgränsningen den 31 december 2021 fanns endast en tätort inom Gustav Adolfs kommuns område: Hartola kyrkoby med 1 385 invånare.

## Politik

### Mandatfördelning i Gustav Adolfs kommun, valen 1976–2021
| 3 | 6 | 11 | 2 | 5 |

| 3 | 7 | 10 |  | 6 |

| 2 | 7 |  | 10 |  | 6 |

|  | 7 | 12 |  | 6 |

| 2 | 7 |  | 11 |  | 5 |

|  | 7 | 12 | 7 |

| 1 | 5 | 10 | 5 |

| 1 | 4 | 1 | 8 | 1 | 6 |

| 17 | 4 |

| 1 | 5 | 9 | 6 |

| 15 | 6 |

| 4 | 3 | 8 | 6 |

| 16 | 5 |

| 3 | 1 | 2 | 6 | 5 |

| 12 | 5 |

| 3 | 1 | 2 | 6 | 1 | 4 |

| 13 | 4 |

## Demografi

### Befolkningsutveckling
| Befolkningsutvecklingen i Gustav Adolfs kommun 1975–2020                                                     | Befolkningsutvecklingen i Gustav Adolfs kommun 1975–2020 | Befolkningsutvecklingen i Gustav Adolfs kommun 1975–2020 | Befolkningsutvecklingen i Gustav Adolfs kommun 1975–2020 | Befolkningsutvecklingen i Gustav Adolfs kommun 1975–2020 |
| --- | -------------------------------------------------------- | -------------------------------------------------------- | -------------------------------------------------------- | -------------------------------------------------------- |
| |                                                          |                                                          |                                                          |                                                          |
| År |                                                          |                                                          | Folkmängd                                                |                                                          |
| 1975 | 1975                                                     |                                                          | 4 954                                                    |                                                          |
| 1980 | 1980                                                     |                                                          | 4 588                                                    |                                                          |
| 1985 | 1985                                                     |                                                          | 4 349                                                    |                                                          |
| 1990 | 1990                                                     |                                                          | 4 352                                                    |                                                          |
| 1995 | 1995                                                     |                                                          | 4 129                                                    |                                                          |
| 2000 | 2000                                                     |                                                          | 3 837                                                    |                                                          |
| 2005 | 2005                                                     |                                                          | 3 671                                                    |                                                          |
| 2010 | 2010                                                     |                                                          | 3 355                                                    |                                                          |
| 2015 | 2015                                                     |                                                          | 2 982                                                    |                                                          |
| 2020 | 2020                                                     |                                                          | 2 655                                                    |                                                          |
| Anm: Uppgifterna avser förhållandena den 31 december nämnda år enligt områdesindelningen den 1 januari 2022. |                                                          |                                                          |                                                          |                                                          |

### Språk
Befolkningen efter språk (modersmål) den 31 december 2022. Finska, svenska och samiska räknas som inhemska språk då de har officiell status i landet. Resten av språken räknas som främmande. För språk med färre än 10 talare är siffran dold av Statistikcentralen på grund av sekretesskäl.
| Språk                        | Talare 2022-12-31 | Talare 2022-12-31 |
| Språk                        | Antal             | Andel (%)         |
| ---------------------------- | ----------------- | ----------------- |
| Hela befolkningen            | 2 574             | 100,0             |
| Inhemska språk totalt        | 2 492             | 96,8              |
| Finska                       | 2 490             | 96,7              |
| Svenska                      | 2                 | 0,1               |
| Främmande språk totalt       | 82                | 3,2               |
| Estniska                     | 23                | 0,9               |
| Ryska                        | 18                | 0,7               |
| Språk med färre än 10 talare | 41                | 1,6               |

|  | Finska (96,7 %) |

|  | Svenska (0,1 %) |

|  | Främmande språk (3,2 %) |

|  | Finska (96,7 %) |

|  | Svenska (0,1 %) |

|  | Främmande språk (3,2 %) |

## Övrigt
Gustav Adolfs är känd som hemort för författaren Maila Talvio. Ortens hembygdsmuseum grundades av Talvio och hennes syster Anna, gift von  Gertten, senare Boisman. Museet som kallas Östra Tavastlands museum verkar i den von Gerttenska gården Koskipää. En betydande egendom i kommunen heter Fredriksgård (fi. Tollinmäki).